# Scytodes rubra
Scytodes rubra là một loài nhện trong họ Scytodidae.
Loài này thuộc chi Scytodes. Scytodes rubra được George Newbold Lawrence miêu tả năm 1937.